# Mahmud Xah II Gudjarati
Mahmud Xah II Gudjarati (Nasir Khan) fou sultà de Gujarat el 1526. Era el fill petit de Muzaffar Xah II Gudjarati i era menor d'edat (6 anys) a la mort del pare. Assassinat el seu germà gran Sikandar Gudjarati, fou proclamat (1526) com a sultà pel cap dels nobles musulmans Khushkadam Imad al-Mulk que va exercir la regència. El poder d'aquest va despertar l'oposició d'altres nobles dirigits per Tadj Khan Narpali que van oferir el tron al segon fill de Muzaffar Xah II, Bahadur Xah Gudjarati. Khushkadam va demanar auxili als sobirans veïns i a Baber, però no va rebre cap ajut. Mentre Bahadur Xah que havia anat a Jaunpur a provar sort, quan va rebre l'oferiment del tron va retornar a Ahmadabad i es va proclamar sultà a Anhilvada (Pattan) el 6 de juliol de 1526 sent reconegut per bona part de la noblesa que el va preferir a Mahmud (11 de juliol). Va marxar llavors sobre Champaner i va ocupar la fortalesa sense resistència. Khushkadam i el jove sultà, així com altres prínceps de la casa reial, foren assassinats, salvant-se només el seu germà petit del sultà, Chand Khan, que s'havia refugiat a Malwa amb el sultà d'aquest territori Mahmud II. El regnat de Mahmud Xah II no va arribar al mes i mig.